# Залив Лаврентия (аэропорт)
Аэропорт «Залив Лаврентия» — региональный аэропорт, расположен в селе Лаврентия Чукотского района Чукотского автономного округа.
Численность обслуживающего персонала аэропорта составляет 28 человек.
17 августа 2017 года на здании аэропорта открыта мемориальная доска полярному летчику СССР Виктору Галышеву.

## Принимаемые типыВС
Ан-2, Ан-24, Ан-26, Ан-28, Ан-30, Ан-72, Ан-74, Як-40 и др. типы ВС 3-4 класса, вертолёты всех типов.

## Показатели деятельности
| год        | 2014 | 2015 | 2016 | 2017 | 2018 | 2019 | 2020 | 2021 |
| пассажиров | 6028 | 5753 | 6583 | 7344 |      | 7373 | 6512 | 7836 |
| Источники: |      |      |      |      |      |      |      |      |

## Маршрутная сеть
Пассажирские авиарейсы в направлении окружного центра осуществляются бортами Ан-24 с регулярностью 2-3 раза в месяц.